# Onthophagus taymansi
Onthophagus taymansi là một loài bọ cánh cứng trong họ Bọ hung (Scarabaeidae).